# Thamnophis
Genre
Thamnophis est un genre de serpents de la famille des Natricidae.

## Répartition
Les 36 espèces de ce genre se rencontrent au Canada, aux États-Unis, au Mexique et au Guatemala.

## Liste des espèces
Selon The Reptile Database (12 mai 2016) :
- Thamnophis angustirostris (Kennicott, 1860)
- Thamnophis atratus Kennicott, 1860
- Thamnophis bogerti Rossman & Burbrink, 2005
- Thamnophis brachystoma (Cope, 1892)
- Thamnophis butleri (Cope, 1889)
- Thamnophis chrysocephalus (Cope, 1885)
- Thamnophis conanti Rossman & Burbrink, 2005
- Thamnophis couchii (Kennicott, 1859)
- Thamnophis cyrtopsis (Kennicott, 1860)
- Thamnophis elegans (Baird & Girard, 1853)
- Thamnophis eques (Reuss, 1834)
- Thamnophis errans Smith, 1942
- Thamnophis exsul Rossman, 1969
- Thamnophis fulvus (Bocourt, 1893)
- Thamnophis gigas Fitch, 1940
- Thamnophis godmani (Günther, 1894)
- Thamnophis hammondii (Kennicott, 1860)
- Thamnophis lineri Rossman & Burbrink, 2005
- Thamnophis marcianus (Baird & Girard, 1853)
- Thamnophis melanogaster (Wiegmann, 1830)
- Thamnophis mendax Walker, 1955
- Thamnophis nigronuchalis Thompson, 1957
- Thamnophis ordinoides (Baird & Girard, 1852)
- Thamnophis postremus Smith, 1942
- Thamnophis proximus (Say, 1823)
- Thamnophis pulchrilatus (Cope, 1885)
- Thamnophis radix (Baird & Girard, 1853)
- Thamnophis rossmani Conant, 2000
- Thamnophis rufipunctatus (Cope, 1875)
- Thamnophis sauritus (Linnaeus, 1766)
- Thamnophis scalaris Cope, 1861
- Thamnophis scaliger (Jan, 1863)
- Thamnophis sirtalis (Linnaeus, 1758)
- Thamnophis sumichrasti (Cope, 1866)
- Thamnophis unilabialis (Tanner, 1985)
- Thamnophis valida (Kennicott, 1860)

## Publication originale
- Fitzinger, 1843 : Systema Reptilium, fasciculus primus, Amblyglossae. Braumüller et Seidel, Wien, p. 1-106. (texte intégral).